# Хирбик, Чаба
Чаба Хирбик (венг. Hirbik Csaba, р.29 декабря 1976) — венгерский борец греко-римского стиля, призёр чемпионатов мира и Европы.

## Биография
Родился в 1976 году в Будапеште. В 1998 году стал серебряным призёром чемпионата мира. В 1999 году занял 4-е место на чемпионате мира, и 9-е — на чемпионате Европы. В 2000 году стал серебряным призёром чемпионата Европы, а также принял участие в Олимпийских играх в Сиднее, где стал 15-м. В 1999 году занял 14-е место на чемпионате мира, и 18-е — на чемпионате Европы.